# Albino Mensa
Albino Mensa (Villa Alicia, Argentina, 14 de janeiro de 1916 — Pinerolo, Itália, 8 de janeiro de 1998) foi um prelado argentino da Igreja Católica e arcebispo da arquidiocese italiana de Vercelli.

## Biografia

### Origem
Filho de emigrantes, Albino nasceu em Villa Alicia na Argentina em 14 de janeiro de 1916. Retornou a Pinerolo após a morte de sua mãe, onde ingressou no seminário da diocese local.

### Formação e ministério sacerdotal
Foi ordenado sacerdote em 29 de junho de 1939 e obteve a licenciatura em teologia na Pontifícia Universidade Lateranense, em Roma.
Em seu período como sacerdote, foi pároco da paróquia Imaculado Coração de Maria em Borgo San Lazzaro. Essa paróquia, eregida por Dom Gaudenzio Binaschi, foi construida em cumprimento de um voto feito a Nossa Senhora para a proteção da cidade de Pinerolo que saiu ilesa da Segunda Guerra Mundial.
Foi professor de direito canônico no seminário de Pinerolo.
Em 1947 aceitou a proposta de retornar à Argentina, onde cuidou dos emigrantes italianos por dez anos. Ele também foi diretor nacional das Obras de Emigração na Argentina.
Retornando a Pinerolo em 1957, foi nomeado cônego da catedral, bem como vigário-geral da diocese.

### Episcopado
Em 28 de março de 1960, o Papa João XXIII o nomeou bispo de Ivrea. Ele fez sua entrada solene na diocese em 5 de junho do mesmo ano. Em 12 de outubro de 1966, foi nomeado arcebispo de Vercelli pelo Papa Paulo VI.
Participou das quatro sessões do Concílio Vaticano II e aplicou as suas diretrizes na arquidiocese que serviu de 1966 a 1991.
Em 1991, apresentou seu pedido de renúncia após atingir a idade limite de 75 anos. Foi sucedido pelo arcebispo Tarcisio Bertone.
Albino Mensa morreu na madrugada de 8 de janeiro de 1998 aos 81 anos.

## Ordenações episcopais
Dom Albino Mensa foi consagrante principal das ordenações episcopais de:
1. Natalino Pescarolo, nomeado bispo titular de Alexanum, aos 5 de maio de 1990.
2. Tarcisio Bertone, S.D.B., nomeado arcebispo de Vercelli, aos 1 de agosto de 1991.

Foi co-consagrante das ordenações episcopais de:
1. Luigi Bongianino, nomeado bispo titular de Vulturia, aos 24 de março de 1968.
2. Massimo Giustetti, nomeado bispo titular de Celene, aos 27 de agosto de 1972.
3. Pietro Giachetti, nomeado bispo de Pinerolo, aos 29 de junho de 1976.
4. Giuseppe Bertello, nomeado bispo titular de Urbs Salvia, aos 28 de novembro de 1987.